# Đi giữa trời rực rỡ
Đi giữa trời rực rỡ (tên cũ: Đi về phía mặt trời) là một bộ phim truyền hình được thực hiện bởi SK Pictures, do Đỗ Thanh Sơn làm đạo diễn. Phim phát sóng vào lúc 20h00 từ thứ 2 đến thứ 6 hàng tuần, bắt đầu từ ngày 31 tháng 7 năm 2024 và kết thúc vào ngày 18 tháng 10 năm 2024 trên kênh VTV3.

## Nội dung
Lấy bối cảnh vùng cao, Đi giữa trời rực rỡ xoay quanh cuộc sống của cô gái trẻ người Dao tên Lý Mùi Pu (Lương Thu Hà). Pu mang trong mình nhiều hoài bão, ước mơ và là niềm tự hào của làng khi trúng tuyển đại học trên thành phố. Tuy vậy, Pu đối mặt với nhiều rắc rối, ngăn trở cô đi học: từ người cha "nát rượu" không thèm lo tiền học cho cô, cho đến sự xuất hiện của Hoàng Tòn Chải (Nguyễn Long Vũ), chàng công tử thôn đã yêu Pu từ cái nhìn đầu tiên và muốn cưới cô làm vợ.

## Diễn viên

### Diễn viên chính
- Lương Thu Hà trong vai Lý Mùi Pu[3]
- Nguyễn Long Vũ trong vai Hoàng Tòn Chải[4]
- Võ Hoài Vũ trong vai Quang[5]
- Đức Khuê trong vai Ông Vinh
- Trần Vương Anh trong vai Thái
- Đỗ Yên Đan trong vai Như
- Hoàng Khánh Ly trong vai Lê
- Nguyễn Quỳnh Châu trong vai Dất
- Nguyễn Thuỳ Dương trong vai Ngọc Ngà
- Minh Hải trong vai Ông Xuồn
- Vân Anh trong vai Bà Dến
- Hoàng Hải trong vai Ông Chiểu[6]
- Việt Pháp trong vai Tả
- Hoàng Xuân trong vai Mẹ Thái
- Nguyễn Phương My trong vai Bảo Anh

### Diễn viên phụ
- Khánh An trong vai Ghến
- Phan Thị Ngọc Thương trong vai Mẩy
- Trường Sơn trong vai Lở
- Thuỳ Dung trong vai Púa
- Minh Châu trong vai Khảo
- Nguyễn Ngọc Quân
- Công Nghĩa Hiếu trong vai Thanh niên bản

## Sản xuất

### Ghi hình
Đi giữa trời rực rỡ do Đỗ Thanh Sơn làm đạo diễn, kịch bản do Quỳnh Chi và Hải Anh chắp bút. Bộ phim được khai máy từ ngày 17 tháng 5 năm 2024, với bối cảnh chủ yếu ở Cao Bằng.
Long Vũ và Thu Hà Ceri lần lượt đảm nhận vai chính trong phim. Bộ phim còn có sự góp mặt của Hoàng Hải, Vương Anh Ole, Đức Khuê,... Đây là bộ phim đầu tay mà Long Vũ và Thu Hà Ceri đảm nhiệm vai chính trên màn ảnh nhỏ. Dự án cũng đánh dấu lần chạm ngõ màn ảnh của Võ Hoài Vũ, con trai Võ Hoài Nam.
Bộ phim chính thức lên sóng khung giờ vàng vào lúc 20h00 từ thứ 2 đến thứ 6 hàng tuần, bắt đầu từ ngày 31 tháng 7 năm 2024 trên kênh VTV3 và là  tác phẩm nối sóng Mình yêu nhau, bình yên thôi. Song song với phát sóng truyền hình, phim cũng được đăng tải đầy đủ trên hai kênh YouTube SK Pictures và VTV Giải Trí Official vào 20h35 thứ 2 đến thứ 6 hàng tuần.

### Âm nhạc
Tổng cộng đã có 4 ca khúc xuất hiện trong bộ phim bao gồm: Đi giữa trời rực rỡ của Ngô Lan Hương; Người miền núi chất và À lôi của Double2T và Ý em sao của Kay Trần và Lăng LD. Trong đó, Đi giữa trời rực rỡ là ca khúc chủ đề chính của bộ phim.
| STT              | Nhan đề               | Sáng tác                         | Trình bày         | Thời lượng |
| ---------------- | --------------------- | -------------------------------- | ----------------- | ---------- |
| 1.               | "Đi giữa trời rực rỡ" | Ngô Lan Hương                    | Ngô Lan Hương     | 3:42       |
| 2.               | "À lôi"               | Double2T                         | Double2T          | 3:54       |
| 3.               | "Người miền núi chất" | Double2T                         | Double2T          | 4:00       |
| 4.               | "Ý em sao"            | Lăng LD, Woo Won-jae, Loco, Gray | Lăng LD, Kay Trần | 2:21       |
| Tổng thời lượng: | Tổng thời lượng:      | Tổng thời lượng:                 | Tổng thời lượng:  | 13:57      |

1. ↑  Bài hát này lấy nhạc từ bài We Are của Woo Won-jae.

## Đón nhận
Đây là bộ phim truyền hình đầu tiên mà được sự quan tâm lớn trên mạng xã hội.

## Tranh cãi
Theo báo Tuổi Trẻ, bộ phim tạo ra tranh cãi vì "có những chi tiết làm sai lệch, thậm chí xúc phạm văn hóa và tôn giáo người Dao". Cụ thể, theo bà Dương Thị Thanh, cộng tác viên của Viện nghiên cứu người Dao quốc tế thuộc Đại học Kanagawa, Nhật Bản, người Dao chỉ mặc lễ phục trong những dịp đặc biệt như ma chay, cưới hỏi hoặc các nghi lễ đời người, nhưng nhân vật Pu trong phim lại mặc khi đi chăn trâu. Tiến sỹ dân tộc học Bàn Tuấn Năng,  trưởng ban đại diện nhóm "Người Dao Việt Nam - Gắn kết từ bản sắc" nhận định "Việc sử dụng lễ phục Dao đỏ trong phim làm khán giả hiểu lầm về trang phục và văn hóa của người Dao, gây phản cảm trong cộng đồng".
Ngoài ra, chi tiết người phụ nữ ngồi quay lưng về phía bàn thờ được xem là tối kị, và chi tiết Chải mặc yếm của nữ là "xúc phạm không chỉ văn hóa mà còn xúc phạm cả tôn giáo của người Dao". Ông Năng nhận xét đây là hình ảnh sai lệch, tương tự một nhân vật nam người Kinh mặc áo ngực của phụ nữ để ra đường. Ông cũng cho biết, sau khi lên tiếng, bình luận góp ý, đạo diễn Đỗ Thanh Sơn đã chủ động liên hệ và gặp ông, và kết luận "các bạn ấy dù biết lỗi, nhưng chưa đủ khả năng nhập tâm vào đời sống văn hóa của người Dao một cách nghiêm túc. Và như vậy, họ vẫn bị chi phối bởi văn hóa của cộng đồng dân tộc đa số, thì khó lòng thành công được khi phản ánh về đề tài dân tộc thiểu số, miền núi. Nhất là khi những người làm phim lại thường nhận được sự cổ súy của một bộ phận công chúng thiếu hiểu biết sâu về bản sắc văn hóa người Dao".
Trao đổi với báo Dân trí, ông Chu Triều Đương, nguyên chủ tịch Hội nhà báo tỉnh Cao Bằng, người Dao ở Nguyên Bình cho biết một số tập tục của người Dao trên phim cũng chưa đúng với người bản địa nên dẫn đến những ý kiến trái chiều về phim. Trong khi đó, đại diện Phòng nghiệp vụ, Sở Văn hóa, Thể thao và Du lịch Cao Bằng cho biết, khi làm phim, ê-kíp có văn bản yêu cầu Sở hỗ trợ địa điểm và tư vấn khi làm phim.
Trao đổi với báo Dân Việt, Tiến sỹ Võ Mai Phương, công tác tại Bảo tàng Dân tộc học Việt Nam cho biết "Có lẽ khi làm phim này đạo diễn chưa tìm hiểu cộng đồng Dao đỏ xung quanh bối cảnh quay phim. Có thể một gia đình người Dao có cách mặc này nhưng nó không đại diện cho cả cộng đồng. Đối với người dân tộc, nếu như mới tiếp xúc thì họ khá khách sáo với người lạ. Vì vậy nhiều khi người chưa quen đặt câu hỏi về điều gì đó đúng hay sai, họ có thể cũng không trả lời rõ. Nên cần có cái nhìn chung về bối cảnh, muốn tìm hiểu phải nhìn rộng cả cộng đồng sống ở bối cảnh đó."
Bộ phim được khán giả nhận xét lan man, thiếu nhất quán và dần mất đi tính hấp dẫn từ khi nhân vật Pu, Chải rời bản làng. Bản thân diễn viên Thu Hà bị khán giả nhận xét bất lịch sự, vô ơn, dẫn đến việc cô phải đối mặt với nhiều bình luận tiêu cực về vai diễn. Thu Hà giải thích một phần do cô có chiều cao hạn chế 1,57 m nên khi đóng phim thường phải ngước mặt lên nhìn bạn diễn, vô tình tạo ra vẻ vênh váo, cũng như cho hay sẽ "tiếp thu mọi ý kiến để hoàn thiện nhân vật".

## Giải thưởng và đề cử
| Năm  | Giải thưởng             | Hạng mục                | Đề cử                               | Kết quả   |
| ---- | ----------------------- | ----------------------- | ----------------------------------- | --------- |
| 2024 | Ấn tượng VTV            | Diễn viên nam ấn tượng  | Nguyễn Long Vũ                      | Đề cử     |
| 2024 | Làn Sóng Xanh           | Bài hát hiện tượng      | Đi giữa trời rực rỡ (Ngô Lan Hương) | Đoạt giải |
| 2024 | Vietnam iContent Awards | Âm nhạc truyền cảm hứng | Đi giữa trời rực rỡ (Ngô Lan Hương) | Đoạt giải |
| 2025 | Giải Âm nhạc Cống hiến  | Bài hát của năm         | Đi giữa trời rực rỡ (Ngô Lan Hương) | Đề cử     |